# Anvarjon Soliyev
Anvarjon (Anvar) Soliyev (uzb. cyr. Анваржон (Анвар) Солиев, ros. Анвар Ахмаджонович Солиев, Anwar Achmadżonowicz Solijew; ur. 5 lutego 1978 w Toʻraqoʻrgʻonie, wilajet namangański, Uzbecka SRR) – uzbecki piłkarz grający na pozycji napastnika, reprezentant Uzbekistanu.

## Kariera piłkarska

### Kariera klubowa
Soliyev rozpoczynał swoją karierę w zespole Yoshlik Toʻraqoʻrgʻon. W 1996 r. przeszedł do zespołu Navbahor z pobliskiego miasta Namangan. Grał tam cztery lata, zaliczając 85 występów i strzelając 30 goli, po czym w 2001 r. przeniósł się do stołecznego Paxtakoru. Do roku 2005 zagrał tam 115 spotkań i zdobył 60 bramek. Od 2008 r. jest zawodnikiem klubu Bunyodkor Taszkent. 5 listopada 2009 rozegrał swój 300 mecz w Oliy Liga. W 2010 na pół roku został wypożyczony do Nasaf Karszy.

### Kariera reprezentacyjna
Napastnik ten jest też ważnym graczem reprezentacji Uzbekistanu, stanowiąc parę z Maksimem Szackim. Dane na temat występów są okrojone – wiadomo tylko tyle, że do roku 2009 rozegrał w kadrze 48 spotkań, strzelając osiem goli.

## Sukcesy i odznaczenia

### Sukcesy klubowe
- mistrz Uzbekistanu: 2002, 2003, 2004, 2005, 2006, 2007
- zdobywca Pucharu Uzbekistanu: 2001/02, 2002/03, 2004, 2005, 2006, 2007
- półfinalista Azjatyckiej Ligi Mistrzów: 2002/03, 2004
- zdobywca Pucharu Mistrzów WNP: 2007

### Sukcesy indywidualne
- najlepszy piłkarz Mistrzostw Uzbekistanu: 2005
- król strzelców Mistrzostw Uzbekistanu: 2005 (29 goli)